# Moekim

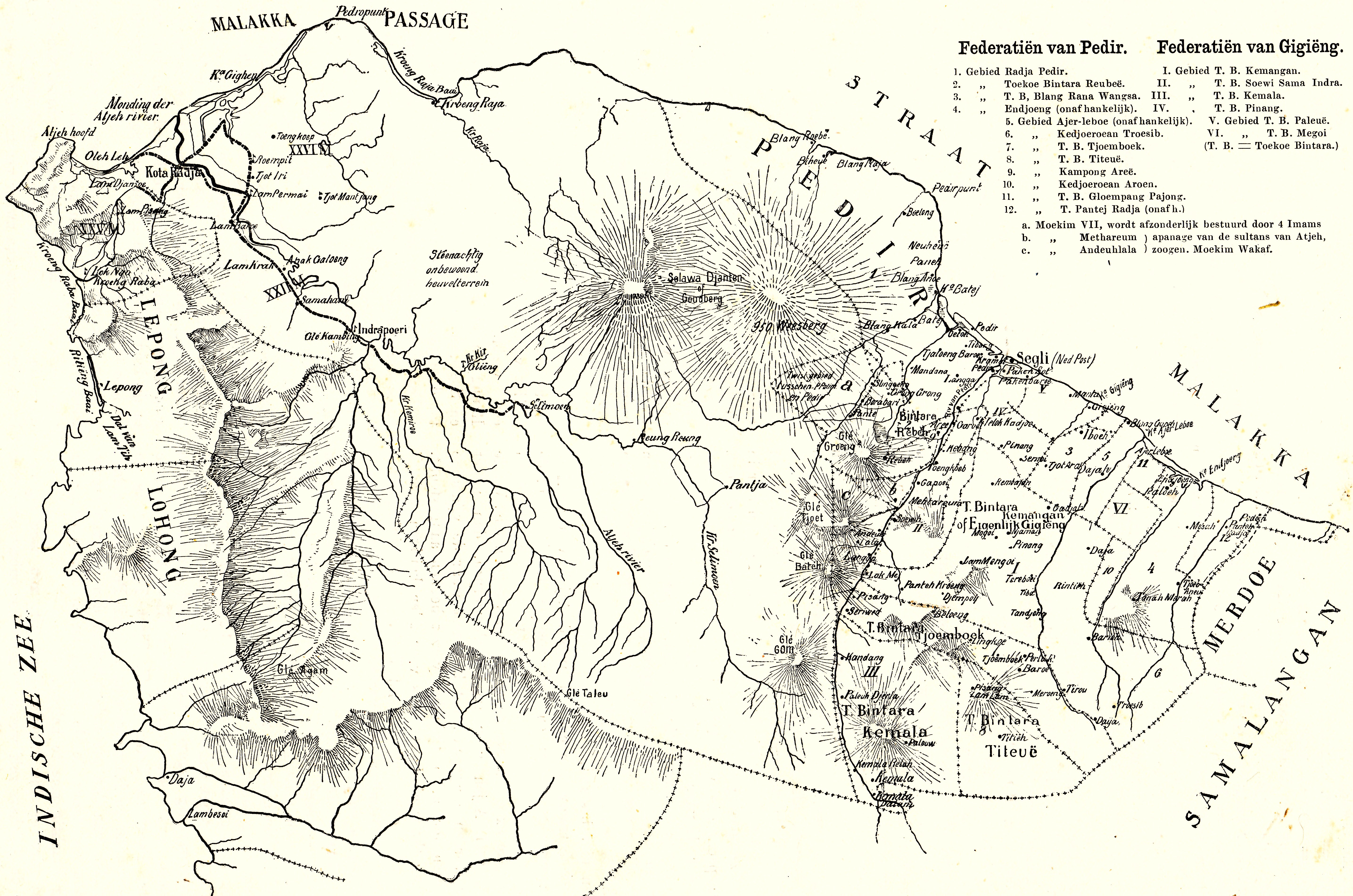
Overzichtskaartje van Groot Atjeh, Pedir en Gigien en de indeling in Moekims

Een Moekim is in Atjeh een gangbare term voor een feodale indeling op basis van landbezit.

## Definitie van Moekim
Het woord Moekim was oorspronkelijk Arabisch en betekende ingezetene, in Atjeh was het de benaming van een district, een buurtschap, waarvan de gezamenlijke bewoners in een en dezelfde moskee de vrijdagse dienst bijwoonden. De naam sloeg dus uitsluitend op een kerkelijke indeling. De meeste Moekims bevatten minstens vier dorpen (kampongs) en een aantal Moekims vormden samen een Sagi, een afdeling of provincie. In elke moekim stond een hoeloebalang, een soort stamhoofd, bovenaan.

## De Atjehoorlog
Het vroegere Atjehnese Rijk, dat de Atjeh-vallei, althans in naam, beheerste, bestond uit drie federaties, de Sagie van de XXV, de XXVI en de XXII Moekims. De beide eerstgenoemden werden gescheiden door de Atjeh-rivier, zodat de Sagi der XXV Moekims zich aan de linkeroever, die der XXVI zich aan de rechteroever uitstrekte. Zij vormden het benedenland; de gehele overige zuidelijke streek van de vallei werd ingenomen door de Sagi der XXII Moekims, vanouds een machtige federatie, waar het geslacht van Panglima Polim heerste, dat de sultan-leenheer, de havenkoning in de Kraton dikwijls de wet voorschreef.
Naast de kerkelijke indeling stond de staatkundige: naast de Moekim het hoeloebalangschap. Het hoofd van de Moekim was de imeum (Arabisch: imam); naast en dikwijls tegenover hem stond het eigenlijke territoriale hoofd, de oelèëbalang (de aanvoerder in de krijg); de titel panglima sloot de betekenis in van aanvoerder of gezaghebber; die van panglima prang de betekenis van krijgsoverste (Prang was in het Maleis het woord voor oorlog, prang salil de Heilige Oorlog, tegen ongelovigen).
Een algemeen predicaat voor Atjehnezen van rang en stand, zonder geestelijk gezag, was teukoe, een adellijke titel; veel minder algemeen voorkomend was het predicaat teungkoe, dat meer gebruikt werd voor een geestelijk hoofd, dus ook voor een hoofd of schriftgeleerde, soms voor een man van zeer hoge wereldlijke rang. Teungkoe di Tiro, een zuiver geestelijk hoofd, dat het de Nederlandse troepen erg lastig maakte, was een echte teungkoe; Teukoe Oemar had daarentegen geen recht op die titel; hij had nooit meer dan wereldlijk gezag, dat van een oeloebalang en een panglima.
Andere termen die veelvuldig terugkeren in de Atjeh-literatuur zijn: lam (wat vestiging of dorp betekende), kroeng (rivier of stroom), pakan (markt of marktplaats), tjoet (klein), blang (rijstveld of sawah), tjot (steil of heuvel), glé (heuvel maar ook een begroeide heuvelstreek, kloof) en oedjoeng (hoek, uiterste punt, kaap). Verder werden termen gebruikt, Maleise woorden, die niet uitsluitend in Atjeh gebruikt werden maar overal in de Indische Archipel gebruikelijk waren, zoals kali (rivier). koeala of kwala (riviermonding), poeloe (eiland) en goenoeng (berg).